# Barbula micholitzii
Barbula micholitzii là một loài Rêu trong họ Pottiaceae. Loài này được (Broth.) Müll. Hal. mô tả khoa học đầu tiên năm 1900.